# Qeshlāq-e Alborz
Qeshlāq-e Alborz (persiska: قشلاق البرز) är en ort i Iran.   Den ligger i provinsen Qom, i den centrala delen av landet, 110 km söder om huvudstaden Teheran. Qeshlāq-e Alborz ligger 859 meter över havet och antalet invånare är 161.
Terrängen runt Qeshlāq-e Alborz är platt.Runt Qeshlāq-e Alborz är det ganska tätbefolkat, med 100 invånare per kvadratkilometer. Närmaste större samhälle är Qom, 15,9 km sydväst om Qeshlāq-e Alborz. Trakten runt Qeshlāq-e Alborz är ofruktbar med lite eller ingen växtlighet.